# Svenska Gustafskyrkan
 Svenska Gustafskyrkan är en svensk utlandskyrka som är belägen på Folke Bernadottes allé i Köpenhamn i Danmark. Den ligger vid Kastellet nära Østerport station. Den är en del av Svenska kyrkan i utlandet och är en populär vigselkyrka. Liksom de andra kyrkorna i Svenska kyrkan i utlandet sorterar församlingen under Visby stift.

## Historia
Invigningen skedde den 1 juni 1911 av Lunds biskop Gottfrid Billing i närvaro av de svenska och danska kungaparen. Sitt namn har kyrkan fått från Gustaf V. 

## Kyrkobyggnaden
Kyrkan är ritad av domkyrkoarkitekten i Lund Theodor Wåhlin och uppförd i helsingborgstegel i dansk-skånsk renässansstil. Västportalen och västgavelns runda fönster är huggna i ignabergakalksten. Byggnadsverket är ett stort komplex som förutom själva kyrorummet även inrymmer konsertsal, bibliotek och bostäder. År 1991 genomgick kyrkorummet en totalrenovering.

## Inventarier
- Nuvarande orgel har 31 stämmor och tillkom 1947.
- Predikstolen är utförd av bildhuggaren Nils Hansen, Köpenhamn.
- Altaret är av svart granit och bär inskriptionen IHS som brukar stå för "Iesus, Hominum Salvator" - ”Jesus, människornas Frälsare” och där reser sig ett krucifix med Maria och Johannes på sidorna.
- Fönstren har rikligt med glasmålningar och vid restaureringen 1932 tillkom målningar av Ansgar, Luther och Gustav II Adolf utförda av Hugo Gehlin.

## Bilder

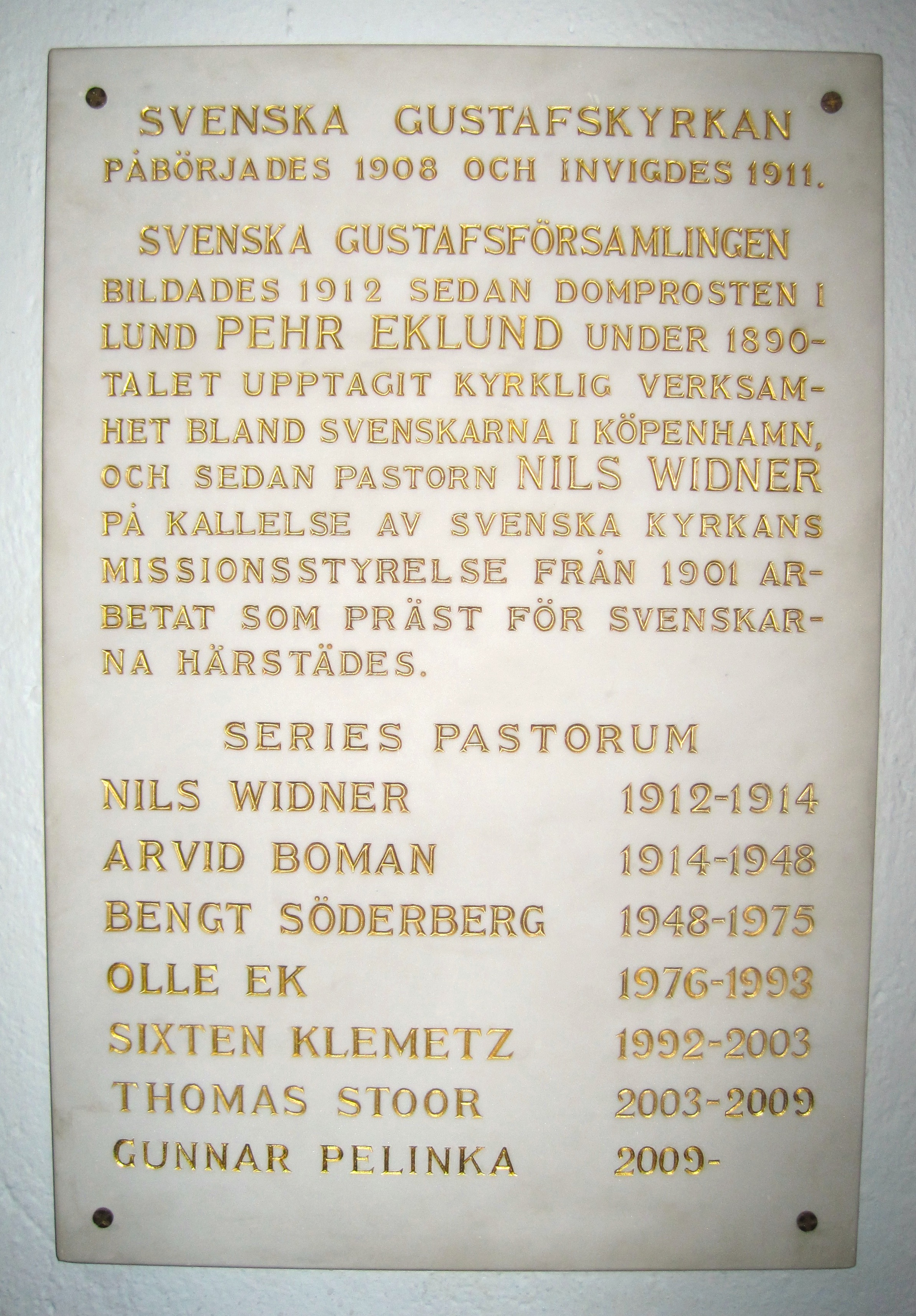
Lista över Gustafskyrkans kyrkoherdar.
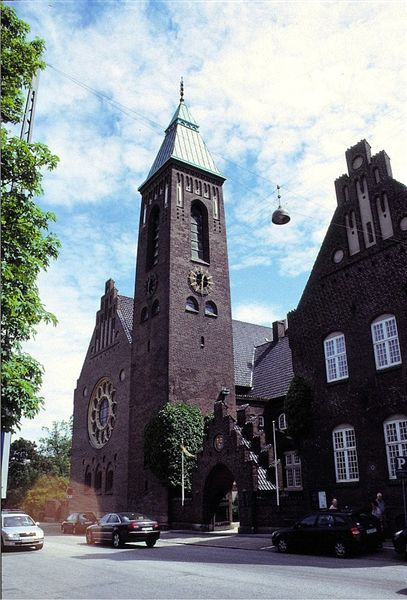
Svenska Gustafskyrkan
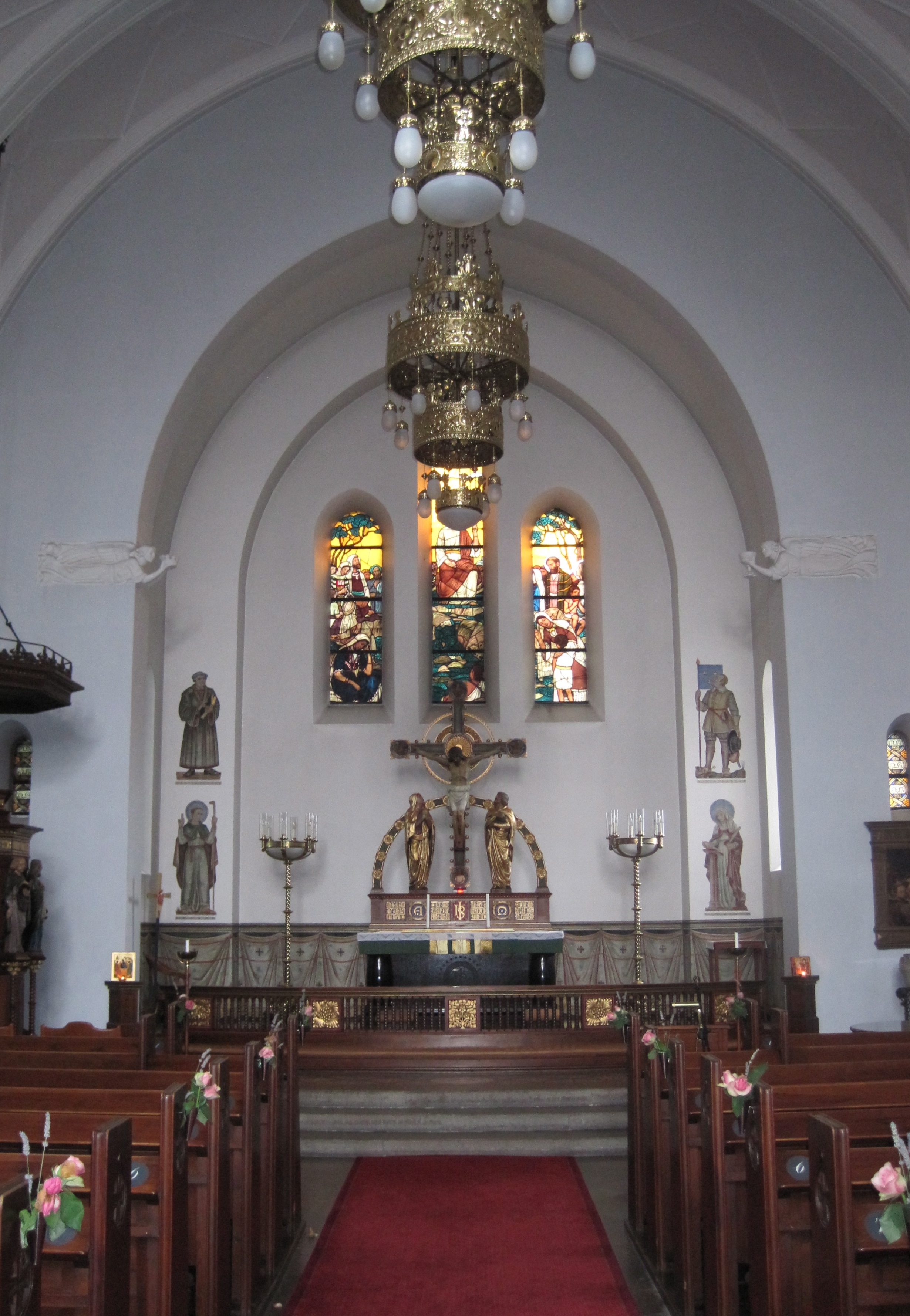
Interiör mot altaret